# 이도경 (작가)
이도경(1979년 ~ )은 대한민국의 판타지 소설, 라이트 노벨 작가 겸 편집자이다. 게임 시나리오 작가로도 활동한 바 있다.

## 작품

### 소설
- 《마왕전기》
- 《창천태무전》
- 《마검》
- 《빙옥검후》
- 《성검》

### 라이트 노벨
- 《마그나카르타2-꿈꾸는 자들의 레퀴엠》 (삽화 : NAKBE)

### 게임
- 《스커드 잼》 (아트림 미디어)